# Norbert Haimberger
Norbert Haimberger (Viena, 3 de mayo de 1969) es un deportista austríaco que compitió en judo. Ganó una medalla de oro en el Campeonato Europeo de Judo de 1992 en la categoría de –71 kg.
Participó en los Juegos Olímpicos de Barcelona 1992, donde finalizó vigésimo segundo en la categoría de –71 kg.

## Palmarés internacional
| Campeonato Europeo | Campeonato Europeo | Campeonato Europeo | Campeonato Europeo |
| Año                | Lugar              | Medalla            | Categoría          |
| ------------------ | ------------------ | ------------------ | ------------------ |
| 1992               | París (Francia)    | Medalla de oro     | –71 kg             |